# Sphiggurus melanurus
Sphiggurus melanurus е вид бозайник от семейство Дървесни бодливи свинчета (Erethizontidae).

## Разпространение
Видът е разпространен в Бразилия, Венецуела, Гвиана, Суринам и Френска Гвиана.